# Гвардия царя Лазаря
Гвардия царя Лазаря (серб. Гарда Св. Цар Лазар, алб. Garda e Car Llazarit) — сербская военизированная организация, целью которой является восстановление территориальной целостности Республики Сербии. UNMIK было объявлено террористической организацией. Сформирована в мае 2007 года.
13 ноября 2007 года в горно-лесистой местности в окрестностях селения Дреница (между Србицей и Косовской-Митровицей) боевики Албанской национальной армии, через журналистов косовской газеты «Экспресс», заявили, что будут вести боевые действия против Гвардии царя Лазаря. Такая же угроза уже звучала в июне 2007 года от идеолога Албанской национальной армии Гафура Адильи.
21 ноября 2007 года командир Гвардии царя Лазаря Андрей Хаджи Милич передал в канцелярию Скупщины повестки для депутатов на войну по защите территориальной целостности и призывы вступить в свою организацию. Тогда же он заявил, что 28 ноября невооружённые сторонники Гвардии соберутся в окрестностях селения Мердаре в общине Куршумлия, где организуют свой штаб. По словам Милича, у Гвардии не менее 5 тысяч сторонников по всей Сербии и она обладает ракетным оружием.
В 2009 году военно-политический обозреватель газеты «Политика» Мирослав Лазанский подготовил статью под названием «Кто планирует „Бурю“ для севера Косова?». В ней он сообщил, что «Гвардия царя Лазаря» содержится на средства МВД Республики Сербии, а большинство членов — это бывшие полицейские и военнослужащие.
29 июня 2010 года косовская полиция арестовала 40 граждан Республики Сербии. Им были предъявлены обвинения в незаконном пересечении сербско-косовской границы и участии в террористической организации. По данным косовской полиции, они являются членами движения «Гвардия царя Лазаря».
27 июля 2011 года группой сербских активистов (которые, предположительно, принадлежали Гвардии царя Лазаря) был атакован и сожжён погранпункт Яринье.